# Cedar Park
Cedar Park é uma cidade localizada no estado norte-americano do Texas, no Condado de Travis e Condado de Williamson.

## Demografia
Segundo o censo norte-americano de 2000, a sua população era de 26.049 habitantes.
Em 2006, foi estimada uma população de 52.058, um aumento de 26009 (99.8%).

## Geografia
De acordo com o United States Census Bureau tem uma área de 44,4 km², dos quais 44,0 km² cobertos por terra e 0,4 km² cobertos por água.

## Localidades na vizinhança
O diagrama seguinte representa as localidades num raio de 12 km ao redor de Cedar Park.